# متاژنومیک
متاژنومیکس مطالعه مواد ژنتیکی مستقیماً به‌دست آمده از نمونه‌های محیطی است. این رشته گسترده ممکن است ژنومیک محیطی، اکوژنومیکس یا ژنومیک اجتماعی نامیده شود.
میکروبیولوژی سنتی و توالی‌یابی کل ژنوم میکروبی و ژنومیک بر اساس همتاسازی مولکولی می‌باشد و توالی‌یابی، ژن‌های خاصی را کلون می‌کند (معمولاً ژن 16S rRNA) تا تنوع را در نمونه طبیعی مشخص کند.
مطالعات مشخص کرد که اکثریت عظیمی از تنوع زیستی میکروبی به وسیلهٔ روش‌های بر پایه کشت از دست می‌روند. مطالعات اخیر از توالی‌یابی PCR یا Shotgun برای به دست آوردن نمونه‌های عظیم غیرمغرضانه تمام ژن‌ها از تمام اعضای یک جامعهٔ نمونه‌برداری شده، استفاده می‌کند.
به دلیل توانایی آن در فاش کردن تنوع پنهان زندگی میکروسکوپی، متاژنومیک ابزاری قدرتمند برای مشاهده دنیای میکروبی فراهم می‌کند که پتانسیل متحول کردن فهم کل دنیای زنده را دارد. همان‌طور که هزینه توالی‌یابی DNA در حال کاهش است، متاژنومیک اجازه مطالعه اکولوژی میکروبی در سطح بسیار بالاتر و جزئی‌تر از پیش را می‌دهد.